# Хантер (остров)
Хантер (англ. Hunter Island) — остров у тихоокеанского побережья канадской провинции Британская Колумбия.

## География
Остров лежит на востоке залива Королевы Шарлотты в 130 км к северу от города Порт-Харди, расположенного в северной части острова Ванкувер.
Несколько меньших островов, в том числе острова Стирлинг и Налау, расположены к югу от острова Хантер, пролив Хакай отделяет эти прибрежные острова от прибрежных островов острова Калверт. На востоке берега острова омываются водами пролива Фицхью, отделяющего остров от материковой части Канады и острова Кинг. Продолжением пролива Фицхью является Дин-Канал, один из крупнейших фьордов на побережье. Западнее острова, через пролив Куинс, расположен архипелаг Гус-Груп. Также к западу от острова находится пролив Култус (что в переводе обозначает "плохой"), получивший своё название из-за того, что является самым коварным и опасным из трёх подходов к Белла-Белла. На севере остров Хантер отделяется от острова Дэнни проливом Лама, а от острова Кэмпбелл – проливом Хантер. Проливы Фицхью и Лама являются частью внутреннего пути от Аляски до штата Вашингтон.
Площадь острова Хантер составляет 363 км². Остров занимает 13 место по величине среди тихоокеанских островов Канады. Длина береговой линии 238 км. Длина острова составляет 34 км, ширина — от 5 до 16 км. Наибольшая высота над уровнем моря равна 899 метрам.
К югу от острова Хантер в проливе Хакай находится заповедник Хакай Люксвбалис. Расположенный на 1200 км² земли и моря, заповедник является наибольшей морской природоохранной зоной на побережье Британской Колумбии. Рекреационная зона Хакай, занимающая 50 707 гектаров, включает южную часть острова Хантер и северную часть острова Калверт, а также многочисленные более мелкие острова.